# 不倫瑞克 (明尼蘇達州)
不倫瑞克（英語：Brunswick）是位於美國明尼蘇達州卡內貝克縣不倫瑞克鎮區的一個非建制地區。

## 歷史
不倫瑞克於1856年成立，1860年設立郵局，其後於1934年停運。此地得名自緬因州的不倫瑞克。由於擁有磨坊、郵局和雜貨店，此地於1859年3月13日至1883年期間曾作為卡內貝克縣的縣治。

## 地理
不倫瑞克所處的海拔為高於海平面293米（即961英呎），而該地所採用的時區為UTC-6，即北美中部時區（CST）。同時該地設有夏令時間，為UTC-6調快一小時，即UTC-5（CDT）。